# Ministère de l'Habitation et de la Protection du consommateur
Le ministère de l'Habitation et de la Protection du consommateur est un ancien ministère du gouvernement du Québec, en fonction du 18 juin 1981 au 12 décembre 1985. Son existence légale se prolonge jusqu'au 17 juin 1994, mais les responsabilités de l'habitation et de la protection du consommateur sont confiées, respectivement, au ministre des Affaires municipales et au ministre de la Justice de 1985 à 1994.

## Historique
À la fin de son premier mandat, le Parti québécois promet de créer un ministère chargé de l'habitation dans l'hypothèse de sa réélection. Dans un premier temps, Guy Tardif est nommé ministre délégué à l'Habitation en novembre 1980 et obtient la responsabilité de la Régie du logement et de la Société d'habitation du Québec (SHQ) par décret.
Le Parti québécois remporte les élections générales de 1981. Le premier ministre réélu René Lévesque confirme la création du ministère dans son discours du trône du 19 mai 1981, et met en branle le processus législatif menant à la création du ministère. Les missions liées à l'habitation, notamment la gestion de la Régie du logement et de la SHQ, sont groupées avec les missions liées à la protection du consommateur (notamment la gestion de l'Office de la protection du consommateur, en provenance du ministère des Consommateurs, Coopératives et Institutions financières) lors de la création du ministère de l'Habitation et de la Protection du consommateur qui est effective en juin 1981.
À la création du ministère, les crédits budgétaires auparavant attribué au ministère du Conseil exécutif pour les missions de l'habitation et de la protection du consommateur lui sont attribués. En outre, le ministère récupère le 16 décembre 1982 la responsabilité de la sécurité dans les édifices publics en provenance du ministère du Travail, de la Main-d'œuvre et de la Sécurité du revenu qui est alors dissout,.

### Suspension et dissolution (1985-1994)
Le ministère n'a plus d'existence opérationnelle à la suite des élections générales de 1985 remportées par le Parti libéral du Québec. Les responsabilités sont réparties entre plusieurs ministères :
- L'habitation revient au ministère des Affaires municipales[7];
- La protection du consommateur (incluant la régulation du courtage immobilier) est transférée au ministère de la Justice[8];
- La sécurité dans les bâtiments et lieux publics ainsi que la régulation du secteur de la construction revient au ministère du Travail[9].

À partir du 1er avril 1987 la SHQ reprend le mandat du ministère de l'Habitation et de la Protection du consommateur relatif à l'étude des besoins, priorités et objectifs du secteur de l'habitation au Québec (notamment les conditions d'habitation de la population) et en stimuler le développement.
La loi constitutive du ministère est abrogée le 17 juin 1994 à l'occasion d'une importante réorganisation gouvernementale opérée par le gouvernement Daniel Johnson (fils).

### Liste des ministres
| Titulaire Intitulé                                          | Titulaire Intitulé                                                             | Parti                                                       | Début            | Fin              | Cabinet  |
| ----------------------------------------------------------- | ------------------------------------------------------------------------------ | ----------------------------------------------------------- | ---------------- | ---------------- | -------- |
|                                                             | Guy Tardif, Ministre délégué à l'Habitation                                    | Parti québécois                                             | 6 novembre 1980  | 18 juin 1981     | Lévesque |
|                                                             | Guy Tardif Ministre de l'Habitation et de la Protection du consommateur        | Parti québécois                                             | 18 juin 1981     | 27 novembre 1984 | Lévesque |
|                                                             | Jacques Rochefort Ministre de l'Habitation et de la Protection du consommateur | Parti québécois                                             | 27 novembre 1984 | 3 octobre 1985   | Lévesque |
| 3 octobre 1985                                              | Jacques Rochefort Ministre de l'Habitation et de la Protection du consommateur | Parti québécois                                             | 12 décembre 1985 | P.M. Johnson     |          |
| Fonctions transférées au ministère des Affaires municipales | Fonctions transférées au ministère des Affaires municipales                    | Fonctions transférées au ministère des Affaires municipales | 12 décembre 1985 | 30 janvier 2002  | —        |
|                                                             | Jacques Côté Ministre délégué à l'Habitation                                   | Parti québécois                                             | 30 janvier 2002  | 29 avril 2003    | Landry   |
| Fonctions transférées au ministère des Affaires municipales | Fonctions transférées au ministère des Affaires municipales                    | Fonctions transférées au ministère des Affaires municipales | 29 avril 2003    | 20 octobre 2022  | —        |
|                                                             | France-Élaine Duranceau Ministre responsable de l'Habitation                   | Coalition avenir                                            | 20 octobre 2022  | En fonction      | Legault  |

## Organismes liés
Lors de son existence, plusieurs organismes gouvernement ont été placés sous la responsabilité du ministère, et notamment,:
- L'Office de la protection du consommateur ;
- La Régie des entreprises de construction du Québec[note 2] ;
- La Régie du logement ;
- La Société d'habitation du Québec.

La Société Corvée-Habitation est également placée sous la responsabilité du ministère lors de sa création.